# Andrius Palionis (Politiker, 1975)
Andrius Palionis (* 5. Juni 1975 in Kaunas) ist ein litauischer linker Politiker, Seimas-Mitglied, ehemaliger Landwirtschaftsminister Litauens.

## Leben
Seine Mutter ist Julija Palionienė, Direktorin von UAB „Ginvesta“. Sein Vater war Politiker Juozas Palionis (1950–2011), ab 2004 Mitglied im 9. Seimas und ab 2008 im 10. Seimas.
Nach dem Abitur 1993 an der Mittelschule  Šeškinė in der litauischen Hauptstadt Vilnius absolvierte Andrius Palionis 1998 das Bachelorstudium des Rechnungswesens und der Wirtschaftsprüfung an der Vilniaus universitetas. Von 1994 bis 1995 arbeitete er als Spezialist im Statistikdepartament Litauens, von 1995 bis 1996 bei Lietuvos akcinis inovacinis bankas, von 1996 bis 2000 bei AB bankas „Hermis“, von 2000 bis 2001  AB bankas SEB bankas, ab 2001 als Finanzer bei UAB „Ginvesta“ und von 2006 bis 2012 bei  UAB BTN als Direktor. Ab 2012  war er Mitglied im 11. Seimas, ab 2016 im 12. Seimas und seit 2020 ist er Mitglied im 13. Seimas.
Andrius Palionis ist Mitglied von Lietuvos regionų partija. Davor war er Mitglied der LSDP.

## Familie
Andrius Palionis ist verheiratet. Mit seiner Frau Kristina hat er die Töchtern Monika und Emilija.